# De bende van hiernaast
De bende van hiernaast is een Nederlandse jeugdfilm uit 1980. De regisseur van de film is Karst van der Meulen, het script werd geschreven door Piet Geelhoed. De rollen worden gespeeld door onder anderen Lex Goudsmit, Leen Jongewaard, Norbert van der Zwaan en Gerard Cox. Zoals bij alle films van Van der Meulen, werd de muziek uitgevoerd door Tonny Eyk. De internationale titel van de film is The Gang Next Door.
Voor de film werden opnames gemaakt in Amersfoort (flatwijk), Baambrugge (dorp, boerderij) en Bilthoven (wegrestaurant).
De bende van hiernaast werd in augustus 2006 uitgebracht op dvd.

## Verhaal
Een groepje buurtkinderen veroorzaakt een ongeluk met een 'geleende' brommer, die vervolgens in beslag wordt genomen. Om de brommer terug te kunnen geven aan Maarten, de broer van een van de kinderen, doen zij allerlei klusjes om geld in te zamelen en doen mee aan een musicalwedstrijd. Hiervoor moet een decor gebouwd worden, waarvoor de kinderen wat spullen 'lenen' van hun ouders. Deze verdenken de bewoners van een woonwagenkamp dat tegenover hun flat is gelegen van diefstal. Wanneer de kinderen een pistool in handen krijgen en er een schot wordt gelost, breekt de hel los en worden er door de ouders actieplannen gesmeed tegen de kampbewoners. Wanneer de flatbewoners vervolgens gezamenlijk op vakantie gaan, maar stranden in een boerendorp, worden zij ironisch genoeg zélf aangezien als ongewenste buitenstaanders.

## Rolverdeling
(op alfabetische volgorde van achternaam van de acteur)
- Tabe Bas
- Tim Beekman
- Hans Beijer
- Monica De Boer
- Hans Boskamp
- Harro Coppens
- Gerard Cox
- Ruben Dekker
- Marc Dieriks
- Patrick van Doorn
- Bart Gabriëlse
- Lex Goudsmit
- Roel Haddering
- Helen Hedy
- André van den Heuvel
- Hans Holtkamp
- Liesbeth Hovius
- Marieke Jacob
- Kitty Janssen
- Leen Jongewaard
- Henny Kamerling
- Remke Keizer
- Bert Kok
- Anna Korterink
- Gerard Kuster
- Femke van der Linden
- Joop van der Mark
- Martin Mens
- Ingrid Mulder
- Joyce Oomes
- Alexander Pola
- Joost Prinsen
- Piet Römer
- Robert Rook
- Dore Smit
- Jacqueline Steenbeek
- Stephan Struis
- Karsten de Vilder
- Norbert van der Zwaan